# Hyundai Accent
La Hyundai Accent è un'autovettura classificata come berlina compatta prodotta dalla casa automobilistica coreana Hyundai a partire dal 1995. Venduta come Hyundai Verna nei mercati asiatici è giunta alla quinta generazione.

## Prima serie (1995-1999)
La prima generazione della Accent è stata presentata ufficialmente nel 1994 in Corea per essere prodotta a partire dal 1995; in Europa la vettura debuttò verso la fine dello stesso anno. Subito ottenne un buon successo grazie al design arrotondato e moderno per l'epoca. La carrozzeria 3 volumi con portellone posteriore trovò numerosi consensi anche in Italia, soprattutto nella versione 5 porte, grazie anche alla dotazione di serie abbastanza completa (airbag frontali, autoradio e vetri con comando elettrico erano presenti sull'80% delle vetture immatricolate). Disponibile anche con la carrozzeria 3 porte sempre a 3 volumi e la 2 porte coupé, queste ultime hanno costituito le varianti più sportive della gamma, soprattutto negli allestimenti MVi e GT caratterizzati da paraurti specifici, minigonne e spoiler posteriore.
Caratteristica di rilievo, visto il segmento di mercato, è la presenza di sospensioni indipendenti con regolazione della convergenza possibile su tutte le ruote, una soluzione mantenuta anche nella seconda generazione del modello. All'anteriore è presente uno schema MacPherson e al retrotreno uno schema a 3 bracci e montante telescopico costituito da molla e ammortizzatore. Sia all'anteriore che al posteriore è presente la barra antirollio.
Nota come Progetto X3 in alcuni mercati (come i Paesi Bassi e l'Australia) la vettura è stata venduta sotto la denominazione Excel mentre in Francia ha mantenuto il nome Pony (modello che l'Accent ha sostituito). In particolare in Australia si rivelò un grande successo dove tra il 1994 e il 2000 furono vendute oltre 200.000 X3, diventando la vettura d'importazione più venduta, in un periodo di 6 anni, della storia.
Sul mercato inglese l'Accent con carrozzeria 2 porte coupé fu molto apprezzata per la maneggevolezza e per il prezzo non molto elevato rispetto alla concorrenza.
Nei crash test Euro NCAP la vettura (testata nel 1998) ha totalizzato il punteggio di 1.5 stelle. La X3 venne prodotta in Corea del Sud.

### Motorizzazioni
La Accent X3 disponeva di una gamma di motori composta da tre propulsori a benzina: un 1.3 12V 4 cilindri capace di 86 cavalli (63 kW), un 1.5 12V sempre a 4 cilindri da 94 cavalli (69 kw) e un più potente 1.6 16V da 106 cavalli (78 kw) abbinato alle versioni sportive GSI. Il cambio per tutte le motorizzazioni era un manuale a 5 rapporti mentre tra gli optional figurava un automatico a 4 rapporti con convertitore di coppia. La trazione era anteriore.

## Seconda serie (1999-2005)
La seconda generazione della Accent è stata introdotta nel 1999 ed è nota anche con la sigla LC dal nome che la Hyundai ha assegnato al suo progetto.
È stata prodotta oltre che in Corea del Sud anche in India presso gli stabilimenti di proprietà della Hyundai Motor Company a Chennai e in Russia dalla casa costruttrice TagAZ.
Ha adottato la denominazione Verna nei principali mercati asiatici mentre in Messico è stata commercializzata con il marchio Dodge e in Sudan con il marchio locale Giad.
Le vendite in Europa non furono molto brillanti a causa del segmento che occupava la vettura, ovvero le piccole berline, che da anni registrava sempre minori consensi. In Asia, America e Australia invece la vettura registrò risultati positivi.
La Hyundai utilizzò per la prima volta anche una motorizzazione diesel prodotta dalla VM Motori in Italia.

### Estetica
Rispetto alla prima generazione esibisce una linea leggermente più spigolosa, evoluzione di quella precedente.
È stata prodotta in versione 3, 4 e 5 porte.

### Caratteristiche tecniche
Il telaio conserva la stessa impostazione della generazione precedente ma è stato riprogettato in particolare nei materiali e nelle caratteristiche di sicurezza passiva. La versione 4 porte, nel crash test frontale NHTSA effettuato nel 2002 ha ottenuto un punteggio di 4 stelle per quanto riguarda la protezione sia del guidatore che del passeggero.
Le sospensioni sfruttano la stessa architettura a ruote indipendenti della prima generazione, soluzione abbandonata con le serie successive.
Rispetto alla generazione precedente, le versioni con sistema antibloccaggio freni ABS integrano il ripartitore elettronico di frenata EBD.
La gamma motori in Italia era composta, al lancio, da due propulsori benzina: un 1.3 12v 86 CV abbinato a un cambio manuale a 5 rapporti e un 1.5 12v 90 CV abbinato esclusivamente a un cambio automatico a 4 rapporti. In alcuni mercati era disponibile anche una nuova unità 1.5 16v con potenza di oltre 100 CV. In America non era disponibile il 1.3 ma soltanto il 1.5 12v che è stato sostituito dall'unità 16v con il restyling del 2003. In Asia e Canada alla gamma è stata aggiunta anche un'unità 1.6 16v da 106 CV.
Tabella motorizzazioni in Italia:
| Modello      | Disponibilità | Motore                       | Cilindrata cm³ | Potenza       | Coppia max              | 0–100 km/h (secondi) | Velocità max (km/h) | Consumo medio (l/100km) |
| 1.3 12v      | 1999-2003     | 4 cilindri in linea, Benzina | 1.341          | 63 kW (86 CV) | 114 N·m @3.000 giri/min | 12,5                 | 169                 | 6,4                     |
| 1.5 12v aut. | 1999-2003     | 4 cilindri in linea, Benzina | 1.495          | 66 kW (90 CV) | 132 N·m @3.000 giri/min | 14,2                 | 169                 | 7,8                     |
| 1.3 12v      | 2003-2005     | 4 cilindri in linea, Benzina | 1.341          | 62 kW (84 CV) | 116 N·m @3.000 giri/min | 12,9                 | 173                 | 6,2                     |
| 1.5 12v aut. | 2003-2004     | 4 cilindri in linea, Benzina | 1.495          | 67 kW (91 CV) | 129 N·m @3.000 giri/min | 13,9                 | 169                 | 7,9                     |
| 1.3 12v      | 2005-2006     | 4 cilindri in linea, Benzina | 1.341          | 63 kW (86 CV) | 118 N·m @3.000 giri/min | 12,6                 | 175                 | 6                       |
| 1.5 12v aut. | 2004-2006     | 4 cilindri in linea, Benzina | 1.495          | 67 kW (91 CV) | 129 N·m @3.000 giri/min | 13,9                 | 169                 | 8                       |
| 1.5 CRDI     | 2002-2003     | 3 cilindri in linea, Diesel  | 1.493          | 60 kW (82 CV) | 182 N·m @1.900 giri/min | 14                   | 170                 | 5,5                     |
| 1.5 CRDI     | 2003-2004     | 3 cilindri in linea, Diesel  | 1.493          | 60 kW (82 CV) | 184 N·m @1.900 giri/min | 16,6                 | 170                 | 5,5                     |
| 1.5 CRDI     | 2004-2006     | 3 cilindri in linea, Diesel  | 1.493          | 60 kW (82 CV) | 184 N·m @1.900 giri/min | 16,6                 | 170                 | 5                       |

### Aggiornamento del 2003
Nel 2003 un aggiornamento ha introdotto alcune modifiche estetiche e tecniche.
Il frontale leggermente più arrotondato con fari circolari e nuova mascherina. La coda ha assunto un nuovo disegno del portellone e nuova fanaleria.
All'interno è stata introdotta una nuova strumentazione, gli airbag laterali e alcune modifiche minori.
In alcuni mercati il propulsore 1.5 16v è uscito dal listino a causa delle scarse richieste mentre la versione a 12 valvole è rimasta disponibile abbinata al cambio automatico. In Europa è stata introdotta una versione turbodiesel con motore prodotto dalla VM Motori con una cilindrata di 1,5 litri e una potenza di 82 CV.

## Terza serie (dal 2005 al 2009)
La terza serie debutta al salone dell'automobile di Francoforte nel 2005 e condivide il telaio con la seconda generazione di Kia Rio. Totalmente rinnovata è stata in parte progetta in Germania presso il centro di ricerche e sviluppo di Rüsselsheim, la carrozzeria abbandona la configurazione 5 porte per adottare oltre il classico schema di berlina con 4 porte anche l'inedita versione 3 porte 2 volumi. La terza serie è nota come Progetto MC.
I motori totalmente nuovi sono due benzina da 1.4 e 1.6 cm³ dotati della fasatura variabile (CVVT) capaci di 97 e 112 cavalli, quest'ultimo non disponibile in Europa. La casa dichiara un consumo di 16,1 km/l per il 1.4 e di 14,5 km/l per il 1.6. Tra i diesel il nuovo 1.5 CRDI 16V con 4 cilindri dispone di turbina a geometria variabile e 110 cavalli per emissioni contenute in 120 grammi di CO2 emesse ogni chilometro nel ciclo combinato. Il consumo dichiarato è di 21,7 km/l.
Il prezzo non molto elevato non ha contribuito al successo dell'Accent MC in Italia a causa della carrozzeria 3 volumi le cui richieste si sono concentrate in poche migliaia di vetture l'anno.
La gamma è composta da tre allestimenti: Style, Active e Dynamic quest'ultimo disponibile solo per la versione 3 porte. La dotazione di serie comprende gli airbag frontali, il climatizzatore manuale, poggiatesta posteriori e volante regolabile in altezza. L'Active aggiunse l'antifurto, il computer di bordo, i fendinebbia e i retrovisori esterni riscaldabili elettricamente mentre solo per la Dynamic sono disponibili anche il clima automatico con schermo LCD, autoradio CD e cerchi in lega. Il cambio è un manuale a 5 rapporti mentre per i mercati esterni è disponibile anche l'automatico a 4.

### Restyling 2009
Nel corso del 2009 è stata presentata una versione ristilizzata dotata di un frontale completamente ridisegnato con nuova mascherina, fanaleria inedita e paraurti dotati di nervature e nuova griglia inferiore a nido d'ape. La coda è stata rivista a livello della fanaleria mentre gli interni sono disponibili in inedite colorazioni. Tra le innovazioni tecnologiche il sistema Eco Assist che permette di ridurre i consumi.

## Accent WRC

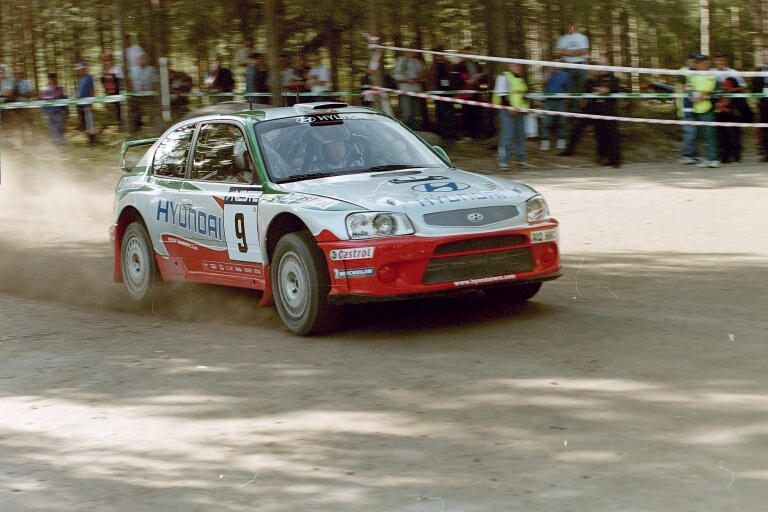
Accent WRC in una competizione

In seguito al successo ottenuto con la prima serie la Hyundai decise poco dopo il lancio della seconda generazione di partecipare in veste ufficiale al campionato World Rally Car della FIA omologando per l'evento l'Accent LC che corse per 4 anni in veste ufficiale (dal 2000 al 2003).
L'Accent WRC era caratterizzata dal motore 2.0 dotato di turbocompressore Garrett da 300 cavalli e dalla trazione integrale permanente. Il cambio era sequenziale a 6 rapporti. Le sospensioni anteriori e posteri erano configurate come McPherson. La coppia massima dichiarata era superiore ai 580 Nm mentre il peso della vettura era contenuto in 1.230 kg.
Il team composto da piloti e ingegneri di buon livello non portò risultati positivi e nel 2003, a seguito delle difficoltà della casa madre, non si presentò alle ultime gare. La Hyundai per questo perse la licenza di costruttore di auto da corsa e fu costretta a pagare una multa salata alla FIA.